# Santiago Ixtaltepec
Santiago Ixtaltepec är en ort i Mexiko.   Den ligger i kommunen Asunción Ixtaltepec och delstaten Oaxaca, i den sydöstra delen av landet, 500 km sydost om huvudstaden Mexico City. Santiago Ixtaltepec ligger 236 meter över havet och antalet invånare är 1 164.
Terrängen runt Santiago Ixtaltepec är platt norrut, men söderut är den kuperad. Runt Santiago Ixtaltepec är det glesbefolkat, med 20 invånare per kvadratkilometer. Närmaste större samhälle är Lázaro Cárdenas, 6,6 km nordost om Santiago Ixtaltepec. Omgivningarna runt Santiago Ixtaltepec är en mosaik av jordbruksmark och naturlig växtlighet.